# 股関節
股関節（こかんせつ）は、骨盤の寛骨臼と大腿骨頭から構成される球関節（関節部分が球形（股関節の他に肩関節））であり、人体最大の荷重関節である。荷重関節として体重を支え、歩行などの脚の運動を可能にする重要な役割を担っている。大腿骨頭は半球を上回る球形で、寛骨臼がそれを深く包み込む構造により、関節の安定性を高め、脱臼しにくい仕組みを有する。

## 機能と臨床的意義
股関節は立位時に体重の約1/3、歩行時には体重の約3.3倍の荷重を支持する、人体で最も重要な荷重関節の一つである。
股関節の正常可動域の参考値は以下の通りである。
- 屈曲: 110〜125度
- 伸展: 10〜30度
- 外転: 30〜50度
- 内転: 20〜30度
- 外旋: 40〜60度
- 内旋: 30〜40度

### 疫学
変形性股関節症の単純X線診断による日本での有病率は1.0〜4.3%と報告され、患者数は約120万〜510万人に上る。症例の約80%は発育性股関節形成不全や臼蓋形成不全を背景とする二次性の特徴を持つ。

## 組織
股関節を構成する人体の組織には、以下の様な物がある。

### 骨
- 寛骨臼
- 大腿骨（大腿骨頭）

### 靭帯
- 腸骨大腿靭帯
- 恥骨大腿靭帯
- 坐骨大腿靭帯
- 寛骨臼横靭帯
- 輪帯
- 大腿骨頭靭帯

### 筋肉
- 大腿直筋
- 縫工筋
- 腸腰筋
- 薄筋
- 恥骨筋
- 長内転筋
- 短内転筋
- 大内転筋
- 小内転筋
- 外閉鎖筋
- 内閉鎖筋
- 梨状筋
- 大腿方形筋
- 大腿筋膜張筋
- 小殿筋
- 中殿筋
- 大殿筋
- 大腰筋
- 腸骨筋

### ストレッチ
- シンボックス[注釈 1]

## 病気
股関節に起こる主な病気には以下のようなものがある。
- 先天性股関節脱臼
- 股関節亜脱臼障害
- 変形性股関節症
- ペルテス病
- 特発性大腿骨頭壊死症
- 大腿骨頭辷り症
- 単純性股関節炎
- 急性化膿性股関節炎
- 結核性股関節炎
- 色素性絨毛結節性滑膜炎
- 股関節周辺滑膜包炎と石灰化腱炎
- 特発性一過性大腿骨頭萎縮症
- 急速破壊型股関節症
- 臼蓋形成不全
- 股関節唇損傷
- 股関節インピンジメント